# Irland i olympiska sommarspelen 1960
Irland deltog med 49 deltagare vid de olympiska sommarspelen 1960 i Rom. Ingen av landets deltagare erövrade någon medalj.